# 屋嘉インターチェンジ
屋嘉インターチェンジ（やかインターチェンジ）は、沖縄県国頭郡金武町屋嘉にある沖縄自動車道のインターチェンジである。
那覇IC方面の出入口のみ設置されているハーフICであり、許田IC方面へは行けない（入口から下り線へのランプは存在するが緊急進入路の為普段は閉鎖されている）。

## 歴史
- 1988年（昭和63年）3月29日：供用開始。

## 周辺
- 万座毛
- 万座ビーチリゾート
- 瀬良垣ビーチ
- 屋嘉ビーチ

## 道路
- E58 沖縄自動車道（7番）

## 接続する道路
- 直接接続
  - 沖縄県道88号屋嘉恩納線

## 料金所
- ブース数：4

### 入口
- ブース数：2
  - ETC専用：1
  - 一般：1

### 出口
- ブース数：2
  - ETC専用：1
  - 一般：1

## 最寄駅・バス停
- バス停留所は設置されていない。

## 隣
E58 沖縄自動車道
(6) 石川IC - (7) 屋嘉IC - 伊芸SA - (8) 金武IC